# Clima del Líbano
El clima del Líbano es de tipo mediterráneo y es semiseco, rara vez se ven las lluvias abundantes y casi nunca hay inundaciones por causas pluviales. Durante la primavera las temperaturas son de 7 °C, mientras que en el verano suben a 19 °C; usualmente en el otoño la temperatura es de 9 °C y en el invierno disminuye a -6 °C. Por causas medio ambientales, el clima del Líbano ha cambiado ya que las lluvias abundantes hace poco crearon inundaciones que afectaron al país.
- Datos: Q2879465